# انحباس العصب الزندي
انحباس العصب الزندي هي حالة يصبح فيها العصب الزندي محجوزا أو مضغوطًا مؤديًا إلى الألم، أو الخدر، أو الضعف.

## العلامات والأعراض
في العموم، يؤدي اعتلال العصب الزندي إلى أعراض في توزيع تشريحي محدد، مؤثرا على الإصبع الصغيرة (الخنصر)، النصف الزندي من البنصر، بالإضافة للعضلات الداخلية لليد.
تعتمد الأعراض الحادثة في ذلك التوزيع المميز على موقع احتجاز العصب الزندي بالتحديد. قد تكون أعراض اعتلال العصب الزندي أعراض حركية، أو حسية، أو كلاهما بحسب موقع الإصابة. تتمثل الأعراض الحركية في ضعف العضلات، فيما تتمثل الأعراض الحسية أو المذل في الخدر أو التنميل في المناطق التي يغذيها العصب.
- يصاحب الاحتجاز القريب للعصب أعراض مختلطة، حيث يتكون العصب القريب من ألياف حركية وحسية.
- يصاحب الاحتجاز البعيد للعصب أعراض متنوعة، لأن العصب الزندي ينقسم بالقرب من اليد إلى أعصاب حسية وأعصاب حركية مستقلة.

في متلازمة النفق المرفقي (انحباس قريب)، تحدث أعراض حسية وحركية في تسلل معين. قد يحدث خدر للخنصر والنصف الزندي للبنصر وقد يكون ذلك مؤقتًا. إذا لم يتم تصحيح الانحباس، قد يصبح الخدران مستمرًا ويتطور إلى ضعف في اليد. في المراحل المتأخرة تتخذ اليد وضع مميز عند الراحة يسمى «المخلب الزندي»، يلتوي فيه البنصر والخنصر لأعلى، وهو علامة على الاعتلال الشديد للعصب.
على العكس، في متلازمة قناة غويون (انحباس بعيد) قد تكون الأعراض الحركية ويد المخلب أكثر وضوحًا، في ظاهرة تسمى بتناقض العصب الزندي. كذلك يكون الإحساس طبيعيًا في ظهر اليد.

## التشخيص
التغذية العصبية المميزة لليد تمكن من تشخيص انحباس العصب الزندي عن طريق الأعراض فقط. تلف العصب الزندي الذي يتسبب في شلل تلك العضلات سيؤدي إلى المخلب الزندي المميز لليد في وضع الراحة. بعض الاختبارات السريرية مثل اختبار البطاقة بحثا عن علامة فرومينت يمكن إجراؤها بسهولة لتقييم العصب الزندي. مع ذلك، ينبغي أن يكتشف التشخيص الكامل مصدر الانحباس، وقد تكون الأشعة ضرورية لتحديد أو استبعاد سبب معين.[بحاجة لمصدر]
تقنيات التصوير مثل الأشعة التليفزيونية أو التصوير بالرنين المغناطيسي، قد تكشف عن تشوهات تشريحية أو أورام مسئولة عن الانحباس. علاوة على ذلك، قد يظهر التصوير علامات ثانوية لتلف العصب تؤكد صحة التشخيص. تشمل تلك العلامات تسطيح العصب، أو تورم العصب فوق مستوى الإصابة، أو مظهر غريب للعصب، أو تغيرات مميزة في العضلات التي يغذيها العصب.

### التشخيص التفريقي
لا تعني أعراض اعتلال أو التهاب العصب الزندي بالضرورة وجود انحباس مادي للعصب، فأي إصابة للعصب الزندي قد تتسبب في أعراض مطابقة. بالإضافة لذلك، قد تؤدي اضطرابات وظيفية أخرى إلى إثارة العصب وليس «انحباس» حقيقي. على سبيل المثل، الخلع الأمامي لمفصل المرفق و«نهش» العصب الزندي عن طريق لقيمة العضد الأنسية قد يؤدي إلى اعتلال العصب الزندي.
انحباس الأعصاب الحسية الكبرى للطرفين العلويين يؤدي إلى خلل حسي في توزيعات تشريحية أخرى. يؤدي انحباس العصب المتوسط إلىمتلازمة النفق الرسغي، والتي تتميز بخدر في الإبهام، والسبابة، والوسطى، ونصف البنصر. يسبب انضغاط العصب الكعبري خدر في ظهر اليد والإبهام، وهو نادر للغاية.
توجد طريقة بسيطة للتفريق بين إصابة العصب المتوسط وإصابة العصب الزندي وهي عن طريق اختبار ضعف ثني وبسط أصابع معينة في اليد. ترتبط إصابة العصب المتوسط بصعوبة في ثني السبابة والوسطى عند محاولة تكوين قبضة. أما في حالة إصابة العصب الزندي لا يمكن بسط البنصر والخنصر عند محاولة بسط الأصابع.
يصاب بعض الأشخاص بضغط العديد من الأعصاب، مما يجعل التشخيص معقدًا.

### التصنيف
يتم تصنيف انحباس العصب الزندي بحسب مكان الانحباس. يمر العصب الزندي عبر العديد من المساحات الضيقة أثناء عبوره من الجانب الأنسي للذراع، وفي تلك النقط يكون العصب معرضًا للانضغاط أو الانحباس. يكون العصب معرضًا للإصابة خصوصا عندما يحدث خلل في التشريح الطبيعي. المكان الأكثر شيوعًا لانحباس العصب الزندي هو المرفق، ثم الرسغ.
تشمل الأسباب أو التركيبات التي تسبب انحباس العصب الزندي ما يلي:
- مشاكل تنشأ في الرقبة: متلازمة مخرج الصدر، وخلل في الفقرات العنقية، والانضغاط بالعضلة الأخمعية الأمامية.
- مشاكل تنشأ في الصدر: الانضغاط بالعضلة الصدرية الصغيرة.
- تشوهات الضفيرة العضدية.
- المرفق: كسور، وإصابات صفيحة النمو، ومتلازمة النفق المرفقي.
- الساعد: إحكام العضلة المثنية الزندية للرسغ.
- الرسغ: كسور، ومتلازمة النفق الرسغي.
- شريان: أم الدم، أو الخثار.
- أخرى: عدوى، وأورام، والسكري، وقصور الدرقية، والروماتزم، وإدمان الكحول.

### متلازمة النفق المرفقي
المكان الأكثر شيوعًا لانحباس العصب الزندي في المرفق هو في النفق المرفقي، فيما يعرف بمتلازمة النفق المرفقي. يتكون النفق من اللقيمة الأنسية للعضد، والناتئ المرفقي للزند، والقوس الوتري الذي يربط الرأس العضدية والرأس الزندية للعضلة المثنية الزندية للرسغ. فيما تكون أغلب الحالات بسيطة وتتعافي تلقائيًا مع الوقت، قد يتسبب الانضغاط المزمت أو الرضة المتكررة في مشاكل أكثر ثباتًا. قد يحدث ذلك بسبب:
- النوم مع ثني الذراع خلف الرقبة، وثني المرفق.
- ضغط المرفقين ضد ذراع الكرسي أثناء الكتابة.
- إراحة أو سند المرفق أثناء قيادة مركبة.
- التدريب القوي الذي يتضمن المرفق

### متلازمة قناة غويون
يعرف انحباس العصب الزندي في مساحة تشريحية في الرسغ تدعى قناة غويون باسم متلازمة قناة غويون، أو متلازمة النفق الزندي.
تشمل أسباب انحباس العصب الزندي في ذلك المكان الرضة المحلية، والكسور، والتكيس العقدي، وبشكل تقليدي في الدراجين الذين يعانون من رضات متكررة في مقود الدراجة. يمثل ذلك النوع من اعتلال العصب الزندي متلازمتان مرتبطتان بالعمل: ما يسمى «متلازمة إلية راحة اليد-المطرقة»، التي تحدث في العمال الذين يستخدمون مطرقة بشكل متكرر، و«التهاب الأعصاب الوظيفي» بسبب الضغط القوي المتكرر ضد سطح المكتب.

## المنع
يمكن منع أو تقليل متلازمة النفق المرفقي عن طريق الحفاظ على وضع جيد للجسم واستخدام المرفق والذراع بشكل مناسب، مثل ارتداء جبيرة للذراع أثناء النوم لإبقاء الذراع في وضع مستقيم بدلًا من ثني المرفق. مثال حديث على ذلك هو الدعاية لمفهوم مرفق الهاتف الخلوي ويد اللعبة.

## العلاج
بينما يمكن التحكم في الألم بشكل فعال عن طريق الأدوية مثل الدواء اللاستيرويدي المضاد للالتهاب، أو أميتربتيلين، أو المكملات الغذائية بفيتامين ب6، يتطلب العلاج الفعال إزالة سبب الانحباس.
يتم علاج الأعراض البسيطة للمتوسطة، مثل الألم أو المذل بشكل تحفظي بطرق غير جراحية. قد يوفر العلاج الفيزيائي حلًا فعالًا لعلاج أعراض متلازمة النفق المرفقي ويشمل:
- تحريك المفصل
- الخيط/المزلق العصبي
- تمارين التقوية/الإطالات
- تعديل النشاط[11]

من المهم معرفة الأوضاع والأنشطة التي تزيد من شدة الأعراض وإيجاد طرق لتجنبهم. على سبيل المثال، إذا كان الشخص يعاني من الأعراض عند رفع الهاتف عند الرأس، سيوفر استخدام سماعة هاتف راحة فورية للمريض ويقلل من احتمالية المزيد من التلف والالتهاب للعصب. لمتلازمة النفق المرفقي، يُنصح بتجنب ثني المرفق بشكل متكرر وتجنب ثني المرفق لفترة طويلة أثناء النوم، حيث يمثل هذا الوضع إجهادًا للعصب الزندي.
توصى الجراحة لأولئك الذين لا يتحسنون بالعلاج التحفظي، أو أولئك الذين يعانون من أعراض خطيرة أو متزايدة. تتنوع الإجراءات الجراحية، وقد تعتمد على مكان أو سبب الانحباس. يمكن تحرير النفق المرفقي والنفق الزندي خلال يقظى المريض دون استخدام تخدير كلي، أو تخدير موضعي، أو تسكين ويتم إجراءها عادة عن طريق جراحي التجميل.

## المآل
يعاني أغلب المرضى الذين تم تشخيصهم بمتلازمة النفق المرفقي من مرض متقدم (ضمور، وخدر ثباتي، وضعف) ما قد يعني ضرر دائم للعصب لا يتعافي بعد الجراحة. حين يتم التشخيص قبل حدوث ضمور، أو ضعف، أو خدر ثباتي، يمكن إيقاف المرض عن طريق العلاج. تتعافى الأعراض البسيطة والمتقطعة بشكل تلقائي غالبًا.

## الانتشار
مرضى السكري لديهم عرضة أكبر لأي نوع من اعتلال الأعصاب المحيطية، بما في ذلك انحباس العصب الزندي.
متلازمة النفق المرفقي أكثر شيوعًا في الأشخاص الذين يقضون فترات طويلة تكون مرافقهم مثنية فيها، مثل حمل الهاتف نحو الرأس. يمثل ثني المرفق بينا الذراع مضغوط ضد سطح صلب، مثل الميلان على حافة طاولة عامل خطر مهم. يزيد استخدام الأدوات المهتزة في العمل أو الأسباب الأخرى لإصابات الإجهاد المتكرر من الخطر، بما في ذلك رمي كرة القاعدة.
تلف أو تشوه المرفق يزيد من فرصة حدوث متلازمة النفق المرفقي. علاوة على ذلك، فإن الأشخاص الذين يعانون من انحباس أي عصب آخر في الذراع أو الكتف لديهم فرصة أكبر لانحباس العصب الزندي.

## التاريخ الجراحي
أُجريت أول عملية جراحيّة لإزالة الضغط الواقع على العصب الزندي في منطقة الكوع مُنذ نحو قرنين. مُنذ ذلك الحين، تم تطوير العديد من الطرق الجراحيّة لعلاج احتباس العصب الزندي، لكن تُخلِّيَ عن بعضها لأسباب عدة. يُحسّن اطلاعنا على تاريخ علاج الأمراض من فهمنا للتقنيات الحالية، والأساسيّات اللازمة لتطوير طرق جديدة.